# Jane Campbell
Carolyn Jane Campbell (Kennesaw, Georgia, Estados Unidos; 17 de febrero de 1995) es una futbolista estadounidense que juega de guardameta para el Houston Dash de la National Women's Soccer League (NWSL) de Estados Unidos. En enero de 2013, a la edad de 17 años, Campbell se convirtió en la arquera más joven en ser convocada a la selección de Estados Unidos.

## Estadísticas

### Clubes
| Club         | País           | Año             |
| ------------ | -------------- | --------------- |
| Houston Dash | Estados Unidos | 2017 - presente |

## Palmarés

### Títulos nacionales
| Título                  | Club         | País           | Año  |
| ----------------------- | ------------ | -------------- | ---- |
| NWSL Challenge Cup 2020 | Houston Dash | Estados Unidos | 2020 |

### Títulos internacionales
| Título           | Equipo         | Sede  | Año  |
| ---------------- | -------------- | ----- | ---- |
| Juegos Olímpicos | Estados Unidos | Tokio | 2020 |

(*) Incluyendo la Selección